# Grupo Desportivo de Chaves
Grupo Desportivo Chaves je portugalski nogometni klub iz grada Chavesa na portugalskom sjeveru.
Utemeljen je 1949. godine.

## Vanjske poveznice
- Službene stranice